# Croc
Die Croc ist ein Fluss in Frankreich, der in der Region Provence-Alpes-Côte d’Azur verläuft. Sie entspringt unter dem Namen Ravin des Crottes im Gemeindegebiet von Les Omergues, knapp außerhalb des Regionalen Naturpark Baronnies Provençales, entwässert anfangs in südlicher Richtung, wendet sich beim Plateau d’Albion generell nach Westen und erreicht in vielen Windungen nach rund 26 Kilometern im Gemeindegebiet von Sault die Nesque, in die sie als linker Nebenfluss einmündet.
Auf ihrem Weg durchquert die Croc die Départements Alpes-de-Haute-Provence und Vaucluse.

## Orte am Fluss
(Reihenfolge in Fließrichtung)
- Revest-du-Bion
- Saint-Trinit
- Sault